# Grahanandan Singh
Grahanandan Singh (Lyallpur, Brit. Indija, 18. veljače 1926. – New Delhi, Indija, 7. prosinca 2014.) je bio bivši indijski hokejaš na travi. Rodom je bio iz sikhske obitelji.
Rodio se u Lyallpuru u Britanskoj Indiji, današnjem Faisalabadu u Pakistanu.
Osvojio je zlatno odličje igrajući za Indiju na hokejaškom turniru na Olimpijskim igrama 1948. u Londonu i Olimpijskim igrama 1952. u Helsinkiju.
Igrao je u napadu. Bio je poznat još dok je bio na koledžu u Lahoreu. Do 1946. je igrao za izabrani sveučilišni sastav. 1944. i 1945. je bio članom izabranog pandžabskog sastava, a kasnije bengalskog predstavništva. Od 1951. do 1955. te od 1957. do 1958. je bio igrao i za izabrani sastav indijske ratne mornarice.
Singh je bio pripadnikom indijske mornarice. Došao je do čina zapovjednika. Živio je u New Delhiju.

## Vanjske poveznice
- Profil na Database Olympics
- Profil na Sports-Reference.com  Arhivirana inačica izvorne stranice od 25. srpnja 2012. (Wayback Machine)
- Indianet Portret
- Kratki portret[neaktivna poveznica] s fotografijama iz 1948.
- 50 g. OI u Helsinkiju  Arhivirana inačica izvorne stranice od 11. veljače 2005. (Wayback Machine) Fotografija Grahanandana Singha s reprezentativnim kolegom Keshavom Dattom 2003.